# Vîzvolennia
Partidul Muncitorilor Ucraineni din România (în ucraineană Партія українських працюючих Румунії), cunoscut și sub numele de Vîzvolennea (Визволення, în română: „Eliberarea”), a fost o organizație politică de stânga activă în Bucovina în perioada interbelică. Fondat în 1929 de foști membri ai secției ucrainene a Partidului Social Democrat Internațional, partidul a promovat drepturile muncitorilor și ale minorităților, susținând reforma agrară, marxismul, naționalizarea industriilor, restaurarea drepturilor culturale și lingvistice ucrainene și sentimente pro-sovietice. Scopul său final era unificarea Bucovinei și a zonelor majoritar ucrainene din România Mare cu Ucraina Sovietică.

## Istorie

### Înființare și începuturi
Originile Vîzvolennea pot fi urmărite până la activitățile clandestine ale Partidului Comunist din Bucovina (KPB), fondat în noiembrie 1918 ca parte a Partidului Comunist (bolșevic) al Ucrainei. KPB a fost reactivat în 1925, infiltrând organizații de stânga precum secția ucraineană a Partidului Social Democrat Internațional și asociația sportivă afiliată, Volia. La indicație Cominternului, KPB s-a integrat în Partidul Comunist din România (PCdR).
În noiembrie 1928, secția ucraineană s-a rupt de partid și a format o nouă organizație în alianță cu Blocul Muncitoresc-Țărănesc, un front electoral susținut de PCdR. Printre liderii fondatori se numărau Ivan Stasiuk, Semen Halîtskîi, Karl Terlețkîi și Vasil Hotîncian.

### Alegerile locale din 1930
În alegerile locale din 1930, Vîzvolennia a emis manifeste care pledau pentru sprijinirea țăranilor, împrumuturi fără dobândă, redistribuirea terenurilor, asistență pentru dezastre naturale și protejarea limbii ucrainene. Partidul a câștigat poziții de consilieri în mai multe sate și a obținut mandate de primar în comunele Oșehlib și Doroșăuți. În scurt timp, autoritățile române au dizolvat consiliile, iar membrii au fost arestați sub acuzația de propagandă subversivă.

### Alegerile din 1931
În alegerile generale din 1931, partidul a participat sub umbrela Blocului Muncitoresc-Țărănesc și a reușit să obțină un mandat parlamentar prin Vasil Kașul. A fost una dintre cele mai reușite campanii ale unei organizații minoritare afiliate PCR. În paralel, partidul a înființat organizația sportivă Spartak și a comemorat figuri revoluționare precum Vladimir Lenin, Karl Liebknecht și Rosa Luxemburg. Mandatul de parlamentar al lui Kașul a fost însă invalidat de statul român, la fel ca mandatele celorlalți militanți BMȚ.

### Represiunea și dizolvarea
După 1932, autoritățile române au intensificat represiunea împotriva partidului, mai ales în contextul foametei din URSS, considerând orice simpatie față de Uniunea Sovietică drept trădare. În 1933, a fost instituită starea de asediu în Bucovina, iar activiștii partidului au fost arestați, publicațiile confiscate, iar legăturile cu exteriorul tăiate. Tentativele de reorganizare sub o nouă conducere au eșuat. În 1934, Vîzvolennia a fost interzis oficial.

## Ideologie
Partidul a fost asociat strâns cu Partidul Comunist din România și a promovat o ideologie de stânga radicală. Principalele obiective ideologice erau:
- Naționalizarea industriilor, băncilor și a resurselor economice;
- Redistribuirea terenurilor de la marii proprietari și biserică către țărănime;
- Introducerea unei zile de muncă de 7 ore;
- Anularea datoriilor țăranilor;
- Drepturi culturale și lingvistice pentru ucraineni;
- Înfiițarea de școli ucrainene în Bucovina;
- Unificarea cu Ucraina Sovietică.

Partidul a criticat dur politicile de românizare ale statului român, a promovat solidaritatea interetnică între muncitorii din România și a denunțat partidele tradiționale românești pentru susținerea structurilor opresive.

## Relații cu alte partide
Vîzvolennea a colaborat cu Blocul Muncitoresc-Țărănesc și a susținut linia politică a PCR, însă a avut relații tensionate cu alte formațiuni:
- A condamnat Partidul Național Țărănesc pentru sprijinirea grupurilor paramilitare și pentru menținerea stării de asediu;
- A criticat Partidul Național Ucrainean pentru colaborarea cu guvernul român și acceptarea României Mari;
- A acuzat Partidul Social Democrat Român (condus de nord-buvovineanul Gheorghe Grigorovici) că a trădat interesele minorităților și a colaborat cu autoritățile în reprimarea activismului ucrainean.

## Moștenire
Deși a avut o existență scurtă, Vîzvolennea a fost o componentă semnificativă a activismului ucrainean în România interbelică și un exemplu al utilizării partidelor de fațadă de către mișcarea comunistă. Este studiat ca parte a influenței sovietice asupra minorităților din România Mare și a strategiilor politice de contestare a ordinii naționale interbelice.
Conform istoricului ucrainean M. I. Ivanesko, partidul a jucat un rol cheie în creșterea sentimentului prosovietic în rândul ucrainenilor din Bucovina.